# Siscar (Ribagorça)
Siscar (o Siscà) és un poble pertanyent al municipi de Benavarri, a la Baixa Ribagorça, actualment dins de província d'Osca. Està situat a 591 msnm, dins l'antic terme de Calladrons, a la dreta del riu de Queixigar, a l'est del municipi.

## Monuments
- Sant Cristòfol de Siscar.
- Sant Miquel de Siscar, església parroquial del segle xiii.[3]